# High Halden
High Halden est une paroisse civile et un village du Kent, en Angleterre.